# Diecezja San Bartolomé de Chillán
Diecezja San Bartolomé de Chillán – jedna z osiemnastu diecezji katolickich Chile, zajmuje cały obszar regionu Ñuble z wyjątkiem gmin Ránquil, Coelemu, Trehuaco przynależących do archidiecezji Concepción. Siedzibą biskupią jest miasto Chillán.

## Historia
Powstała 18 października 1925 roku na podstawie bulli Piusa XI Apostolici Muneris Ratio. Jej pierwszym ordynariuszem był Martín Rücker Satomayor. Po jego śmierci funkcję tę pełnił Jorge Larraín Cotapos (1937–1955), a po nim Eladio Vicuña Aránguiz (1955–1974), Francisco José Fox Heneeus (1975–1981), Alberto Jara Franzoy (1981–2006), Carlos Peregrin Barrera (2006–2018) i Sergio Hernán Pèrez de Arce Arriagada (2018-2024). 
21 września 2018 papież Franciszek mianował administratorem apostolskim sede vacante Sergio Hernán Pérez de Arce Arriagada. 
Natomiast 5 lutego 2020 roku został on mianowany pełnoprawnym ordynariuszem diecezji. Urząd ten pełnił do 16 maja 2024. 